# Ernelláék Farkaséknál
Ernelláék Farkaséknál (Engels: It's Not the Time of My Life) is een Hongaarse film uit 2016, geschreven en geregisseerd door Szabolcs Hajdu. De film ging in op 7 juli in première op het internationaal filmfestival van Karlsbad en won de Kristallen Bol.

## Verhaal
Een jaar geleden verlieten Ernella, Albert en hun 10-jarige dochter Laura, Hongerije op zoek naar een beter leven in Schotland. Maar ze kunnen daar niet wennen en in het midden van de nacht staan ze terug aan de deur van Ernella's zuster Eszter. Eszter, haar man Farkas en hun vijfjarige zoon Bruno leven in heel wat betere omstandigheden dan Ezster en haar familie die financiële problemen hebben. De twee families hebben nooit echt in harmonie met elkaar geleefd en hoewel beide zusters over niks overeenkomen, is Ernella graag bij Eszter. De spanningen lopen op nu de twee families onder een dak wonen.

## Rolverdeling
| Acteur               | Personage |
| -------------------- | --------- |
| Erika Tankó          | Ernella   |
| Domokos Szabó        | Albert    |
| Lujza Hajdu          | Laura     |
| Orsolya Tôrôk-Illyés | Eszter    |
| Szabolcs Hajdu       | Farkas    |
| Imre Gelányi         | Sanyi     |

## Prijzen en nominaties
De belangrijkste:
| Jaar | Prijs                     | Categorie      | Genomineerde(n) | Uitslag  |
| ---- | ------------------------- | -------------- | --------------- | -------- |
| 2016 | Filmfestival van Karlsbad | Kristallen Bol | Szabolcs Hajdu  | Gewonnen |
| 2016 | Filmfestival van Karlsbad | Beste acteur   | Szabolcs Hajdu  | Gewonnen |